# Leptotriticites
Leptotriticites es un género de foraminífero bentónico de la subfamilia Schwagerininae, de la familia Schwagerinidae, de la superfamilia Fusulinoidea, del suborden Fusulinina y del orden Fusulinida. Su especie tipo es Leptotriticites hatchetensis. Su rango cronoestratigráfico abarca desde el Sakmariense hasta el Wolfcampiense medio (Pérmico inferior).

## Discusión
Clasificaciones más recientes incluyen Leptotriticites en la superfamilia Schwagerinoidea, y en la subclase Fusulinana de la clase Fusulinata. Otras clasificaciones lo han incluido en la subfamilia Triticitinae de la familia Triticitidae.

## Clasificación
Leptotriticites incluye a las siguientes especies:
- Leptotriticites aculeatus †
- Leptotriticites cylindricus †
- Leptotriticites globuloparvus †
- Leptotriticites hatchetensis †
- Leptotriticites minoris †
- Leptotriticites pajernesis †
- Leptotriticites pseudokoschmanni †
- Leptotriticites varius †